# Formas de amor
Formas de amor es una canción interpretada por el quinteto musical mexicano de dance Caló, incluida originalmente en su cuarto álbum de estudio Si miedo (1994). Esta canción fue lanzada como el primer sencillo oficial del disco y es una de las más exitosas de la agrupación ya que se situó en los primeros lugares de las listas de popularidad de la radio mexicana.

## Otros datos
Esta canción es considerada un clásico en la música pop mexicana y latinoamericana de igual forma junto con otros éxitos noventeros de esa época.
En 2023 también la canción formó parte la gira musical 90's Pop Tour junto con otros de sus más grandes éxitos musicales, compartiendo escenario con otras bandas más como OV7, Magneto y otros artistas musicales.

## Video musical
Fue grabado en 1994 y lanzado en 1995. Se muestra a los integrantes estando en varias escenografías de tipo cinematógraficas simulando en una película de acción y carreras, además hacen y bailan coreografías improvisadas.